# Markus Wajnberg
Markus Wajnberg (ur. 26 czerwca 1891 w Łodzi, zm. 1945 w KL Dachau) – polski lekarz neurolog i psychiatra żydowskiego pochodzenia, praktykował w Łodzi.

## Życiorys
Urodził się w Łodzi, jako syn Arona Wajnberga. Uczył się w Gimnazjum Eisenbetta w Petersburgu, po czym rozpoczął studia medyczne na Uniwersytecie w Zurychu, które ukończył 3 maja 1917 roku. Dyplom lekarski uzyskał w 1926 roku. W latach 1922–1927 pracował w Klinice Neurologicznej Grigorija Kliaczkina w Kazaniu, w tamtejszym Instytucie Doskonalenia Lekarzy. Od 1927 do 1937 na oddziale neurologicznym u Władysława Dzierżyńskiego w Łodzi. Podczas II wojny światowej przesiedlony do łódzkiego getta, następnie wywieziony do niemieckiego obozu koncentracyjnego Auschwitz-Birkenau, potem do Dachau, gdzie zginął w 1945 roku.